# Achito Vivas
Adelmo Achito Vivas (* 1. März 1934 in Buenaventura) ist ein ehemaliger kolumbianischer Fußballspieler. Der Torwart bestritt vier Länderspiele und nahm an der Fußball-Weltmeisterschaft 1962 in Chile teil.

## Karriere

### Verein
Adelmo Vivas begann seine Profikarriere 1958 bei Atlético Nacional und wechselte 1959 zu Deportivo Pereira, wo er bis 1964 spielte. Während seiner Zeit bei Pereira verdrängte er etablierte Torhüter wie Ramón García und Carlos Montaño aus der Startelf. 1965 schloss er sich Deportes Quindío an und absolvierte dort 27 Partien. Nach einer Station bei Atlético Junior kehrte er zu Deportivo Pereira zurück. Anschließend spielte er für Deportes Tolima und Once Caldas, ehe er erneut zu Deportivo Pereira zurückkehrte und dort seine Karriere beendete. Insgesamt bestritt er für Pereira über 200 Ligaspiele.

### Nationalmannschaft
Vivas wurde für die Weltmeisterschaft 1962 in Chile nominiert, kam jedoch während des Turniers nicht zum Einsatz. Im Jahr 1963 bestritt er vier Länderspiele für die kolumbianische Nationalmannschaft beim Campeonato Sudamericano 1963, bei dem die Cafeteros den letzten Platz belegten.